# Heteronebo
Genre
Heteronebo est un genre de scorpions de la famille des Diplocentridae.

## Distribution
Les espèces de ce genre se rencontrent aux Antilles et au Yémen.

## Liste des espèces
Selon The Scorpion Files (05/06/2020) :
- Heteronebo barahonae Teruel, de Armas & Kovarik, 2015
- Heteronebo bermudezi (Moreno, 1938)
- Heteronebo caymanensis Francke, 1978
- Heteronebo cicero Armas & Marcano-Fondeur, 1987
- Heteronebo clareae Armas, 2001
- Heteronebo dominicus Armas, 1981
- Heteronebo elegans Francke, 1978
- Heteronebo forbesii Pocock, 1899
- Heteronebo granti Pocock, 1899
- Heteronebo jamaicae Francke, 1978
- Heteronebo monticola (Armas, 1999)
- Heteronebo morenoi (Armas, 1973)
- Heteronebo nibujon Armas, 1984
- Heteronebo oviedo (Armas, 1999)
- Heteronebo portoricensis Francke, 1978
- Heteronebo pumilus Armas, 1981
- Heteronebo scaber (Pocock, 1893)
- Heteronebo vachoni Francke, 1978
- Heteronebo yntemai Francke & Sissom, 1980

## Publication originale
- Pocock, 1899 : The expedition to Socotra. III. Descriptions of the new species of Scorpion, Centipedes and Millipedes. Bulletin of the Liverpool Museums, vol. 2, p. 7–9 (texte intégral).